# Dode Akaabi
A rainha Dodi Akaabi também conhecida como Naa Dode Akabi I governou Gas de 1610-1635 e foi uma princesa Obutu ou Awutu casada com o abastado Rei Ga, Mampong Okai. Os Obutus/Awutus eram conhecidos pela sua pompa e opulência e estavam envolvidos no comércio de ouro.

## História
Após a morte do seu marido, ela o sucedeu como o primeiro e único governante Ga muito temida pela sua ousadia e legislação rígida que se concentrava principalmente em empoderar as mulheres. Ela é creditada por trazer muita pompa e opulência ao trono real, incluindo adornos reais com muitas jóias e também pela tradição de sentar-se em bancos que até então eram levados para guerras e usados para elevar o ânimo das tropas. Ela sentou-se nos bancos que agora têm uma tradição comum relacionada com a sua autoridade sobre o seu povo.
Ela liderou o seu povo em várias guerras e foi uma grande guerreira e possuiu muitas terras além de Gas, tendo conquistado muitas outras terras. No entanto, ela tinha uma legislação severa para homens que maltratavam mulheres, violavam mulheres ou desrespeitavam as mulheres de qualquer forma e isso a tornava odiada entre parte do seu povo.  